# Atomaria semusta
Atomaria semusta is een keversoort uit de familie harige schimmelkevers (Cryptophagidae). De wetenschappelijke naam van de soort werd in 1969 gepubliceerd door Johnson.